# 1968年グルノーブルオリンピックのスイス選手団
1968年グルノーブルオリンピックのスイス選手団（1968ねんグルノーブルオリンピックのスイスせんしゅだん）は、1968年2月6日から2月18日まで、フランスのグルノーブルで開催された1968年グルノーブルオリンピックのスイス選手団、およびその競技結果。

## 概要
今大会では、金メダルはなく、銀メダル2個、銅メダル4個の合計6個のメダルを獲得した。

## メダル
| メダル | 選手名                                                                      | 競技                   | 種目        |
| ------ | --------------------------------------------------------------------------- | ---------------------- | ----------- |
| 銀     | ヴィリー・ファーブル                                                        | アルペンスキー         | 男子大回転  |
| 銀     | アロイス・ケーリン                                                          | ノルディック複合       | 男子個人    |
| 銅     | ジャン＝ダニエル・デートヴィラー                                            | アルペンスキー         | 男子        |
| 銅     | フェルナンド・ボシャテ                                                      | アルペンスキー         | 女子大回転  |
| 銅     | ヨーゼフ・ハース                                                            | クロスカントリースキー | 男子50km    |
| 銅     | ユアン・ウィッキ ハンス・キャンドリアン ヴィリ・ホフマン ヴァルター・グラフ | ボブスレー             | 男子4人乗り |